# Japanse pruim
De Japanse pruim (Prunus salicina, synoniem: Prunus triflora) is een plant uit de rozenfamilie (Rosaceae). Van veel rassen worden de vruchten gegeten. De Japanse pruim komt van nature voor in China op 200 tot 2600 meter hoogte in de provincies Anhui, Fujian, Gansu, Guangdong, Guangxi, Guizhou, Hebei, Heilongjiang, Henan, Hubei, Hunan, Jiangsu, Jiangxi, Jilin, Liaoning, Ningxia, Shaanxi, Shandong, Shanxi, Sichuan, Yunnan, Zhejiang en op het eiland Taiwan. Via Japan is de pruim verspreid over de wereld, vandaar de naam. De teelt van rassen vindt nu plaats in Korea, Japan, de Verenigde Staten en Australië en op bescheiden schaal in Europa. De teelt van de Japanse pruim in de wereld is groter dan die van de pruim (Prunus domestica). Japanse pruimen, met name 'Golden Japan', werden vroeger in Nederland onder glas geteeld. De Japanse pruim bloeit namelijk erg vroeg in het seizoen, waardoor er onder Nederlandse omstandigheden grote kans bestaat op nachtvorstschade. Het aantal chromosomen is 2n = 16.
De boom kan 9 - 12 m hoog worden. De schors, bladsteel, bloemsteel en bloembeker zijn kaal of pluizig behaard. De takken zijn paars-roodachtig bruin en de twijgen geelachtig rood. De paarse winterknoppen zijn meestal kaal of soms behaard aan de randen van de knopschubben. Het smal-elliptische of lang-omgekeerd-eivormige, dubbelgekartelde blad is 6 - 8 cm lang en 2,5 - 5 cm breed. De bladvoet is wigvormig. De bladsteel is 1 - 2 cm lang en heeft twee nectarklieren. De bladbovenzijde is glanzend donkergroen. De lijnvormige steunblaadjes hebben aan de randen klieren.
De witte, lang-omgekeerd-eivormige vijftallige bloemen zitten met hun drieën bij elkaar. De bloemsteel is 1 - 1,5 cm lang en de bloemkroon is 1,5 - 2,2 cm groot. De vijf groene, kale, lang-eivormige kelkbladen zijn ongeveer 5 mm lang en hebben een gezaagde bladrand. Het vruchtbeginsel is bovenstandig. De stempel is schijfvormig.
De ronde, eivormige of conische vrucht van de wilde soort is een 4 - 5 cm grote steenvrucht, die van rassen zijn tot 7 cm groot. De wilde soort heeft gele tot rode vruchten. Er zijn rassen met blauwe vruchten en geelroze vruchtvlees. De eivormige tot langwerpige pit is gerimpeld.

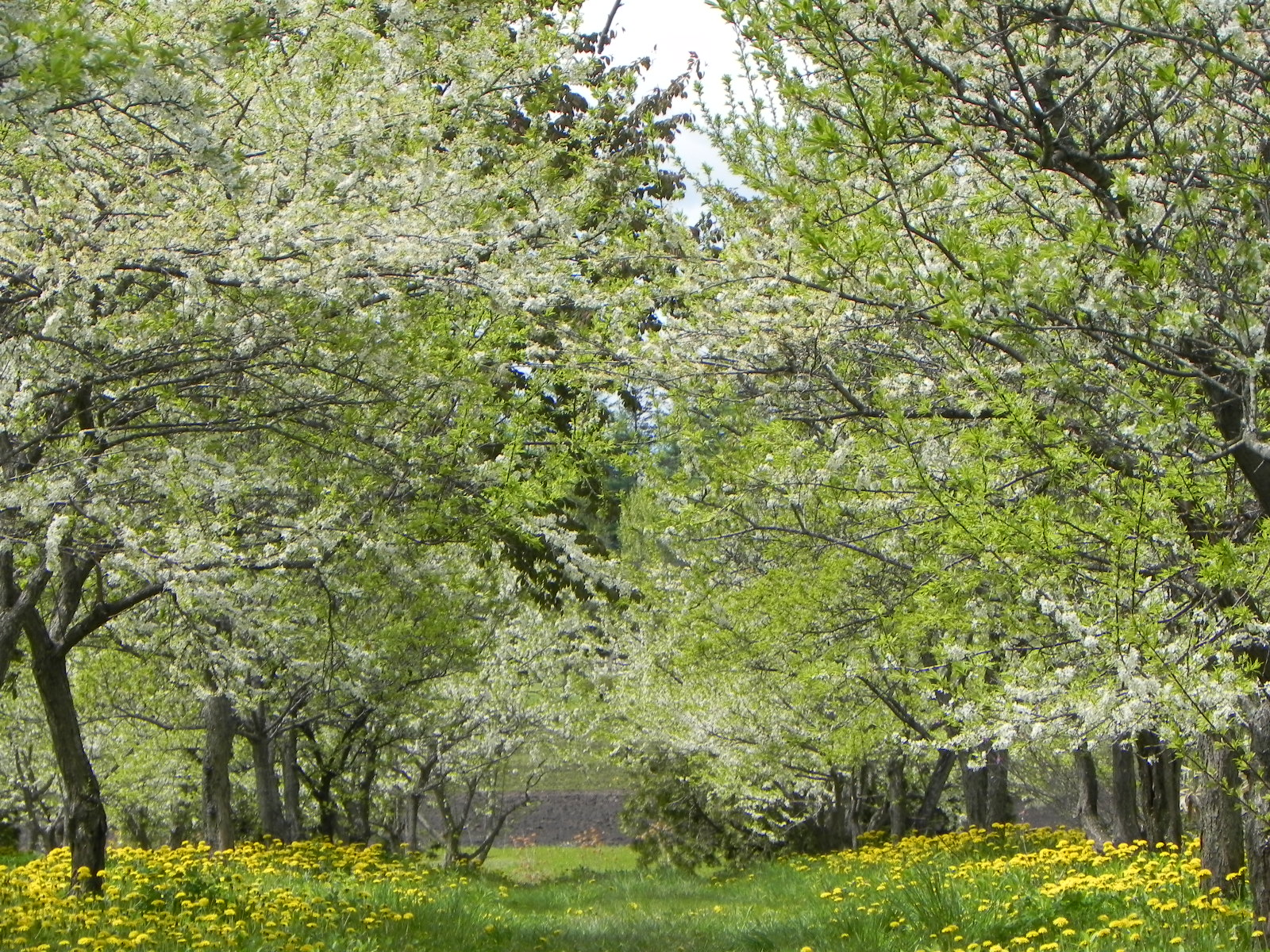
Bomen
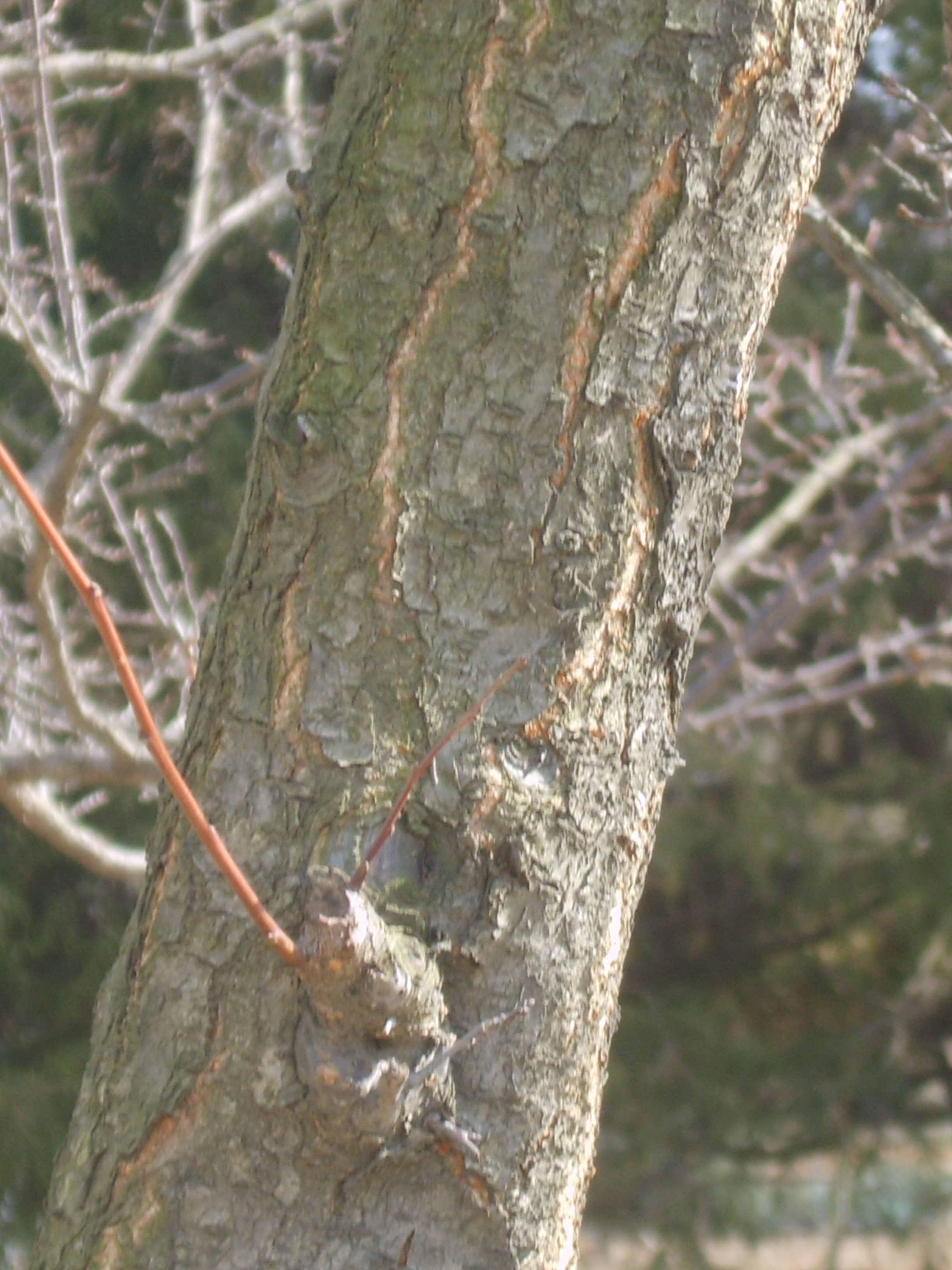
Schors
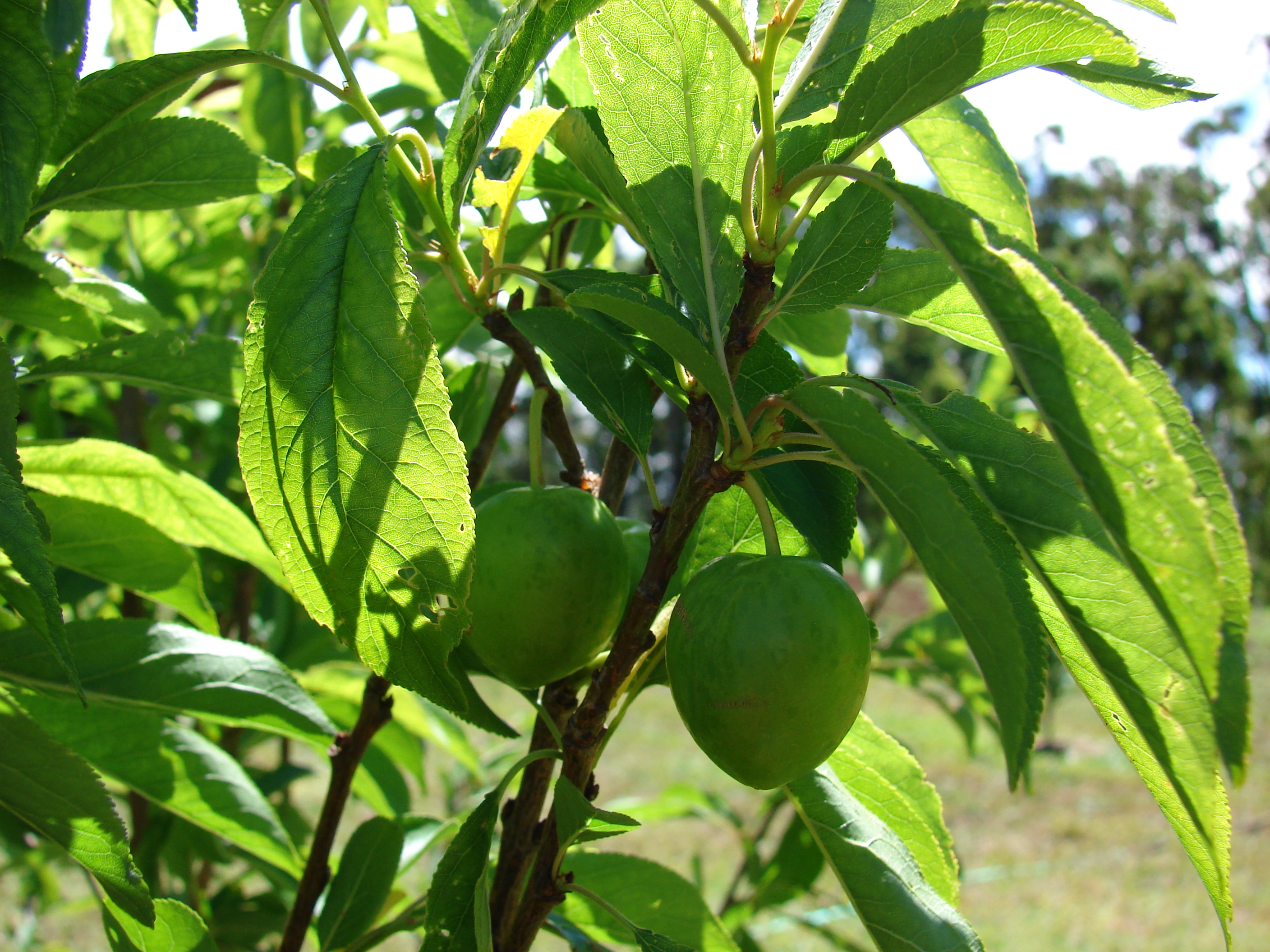
Bladeren en twijgen
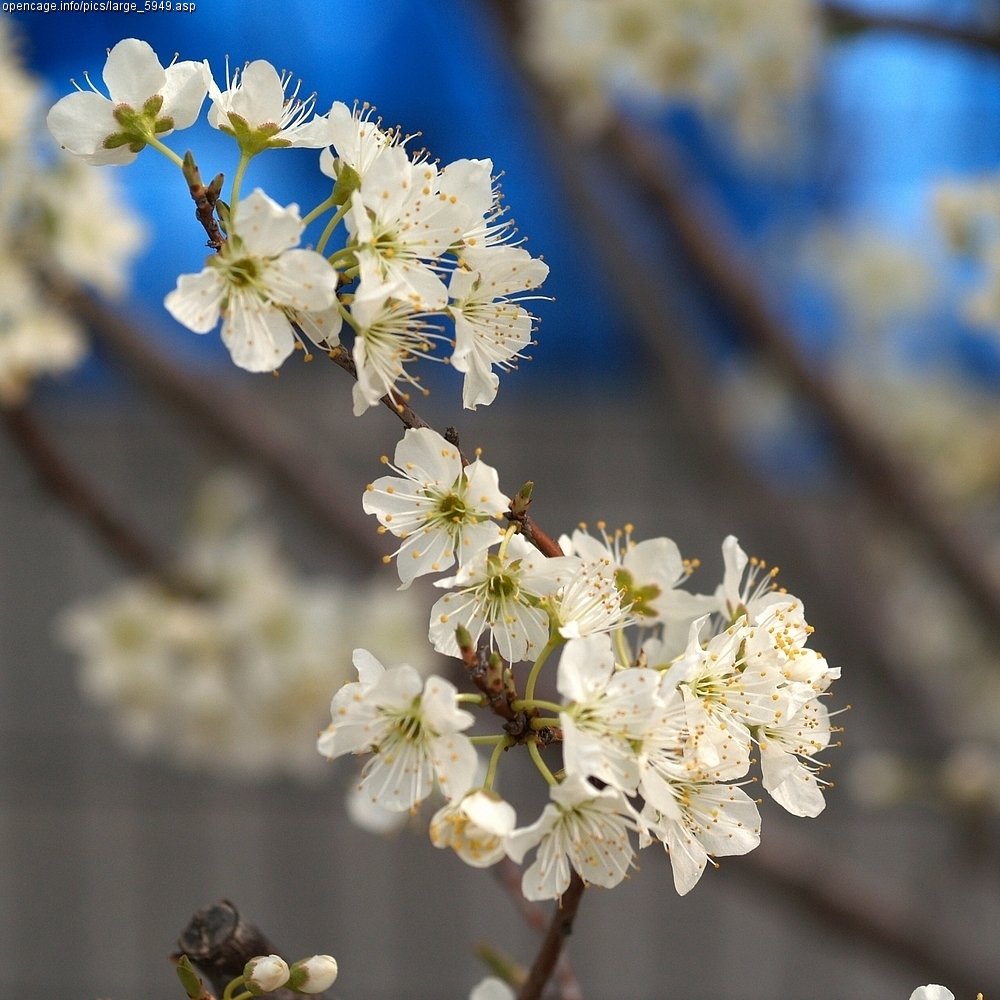
Bloemen
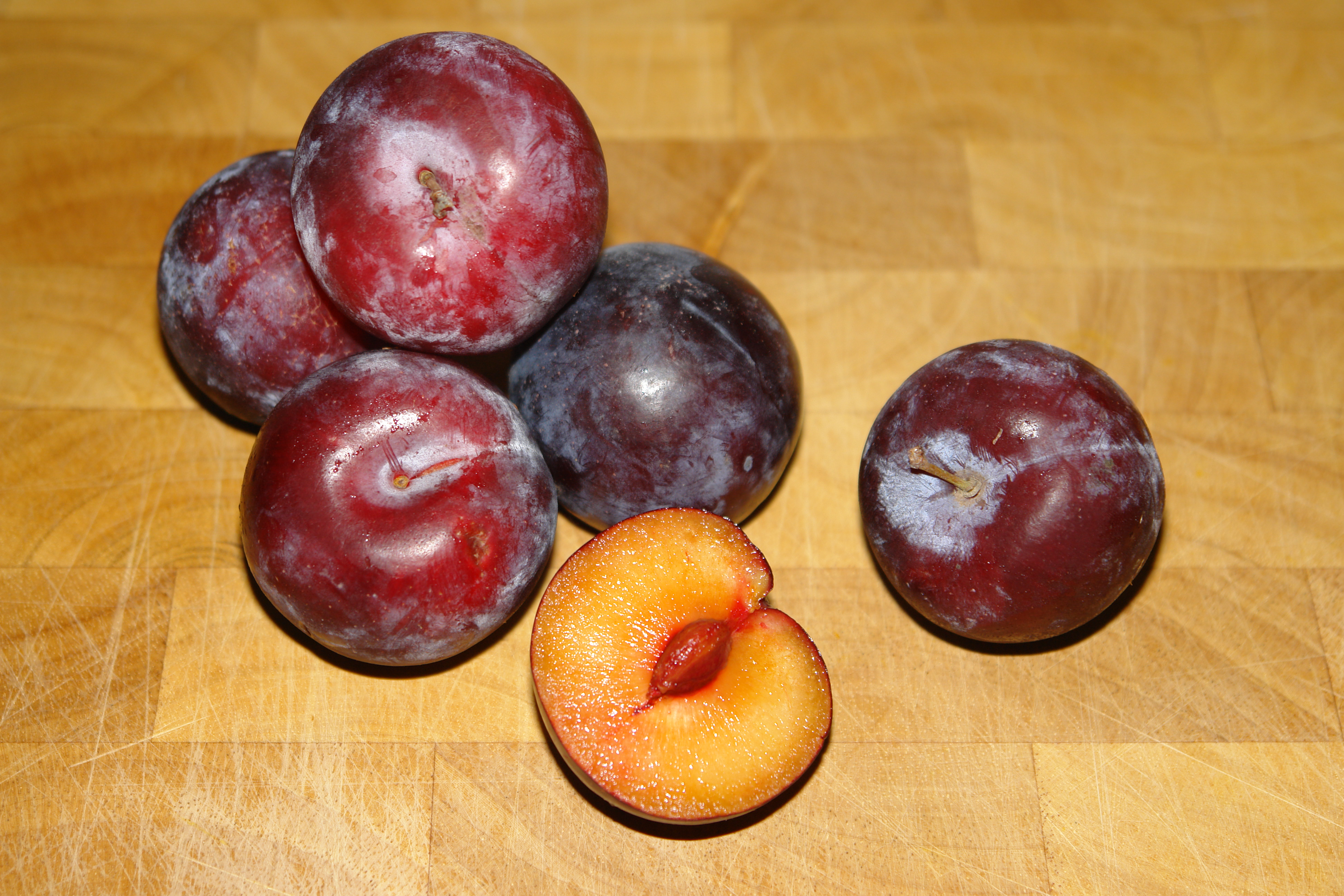
Vruchten van de soort Prunus salicina
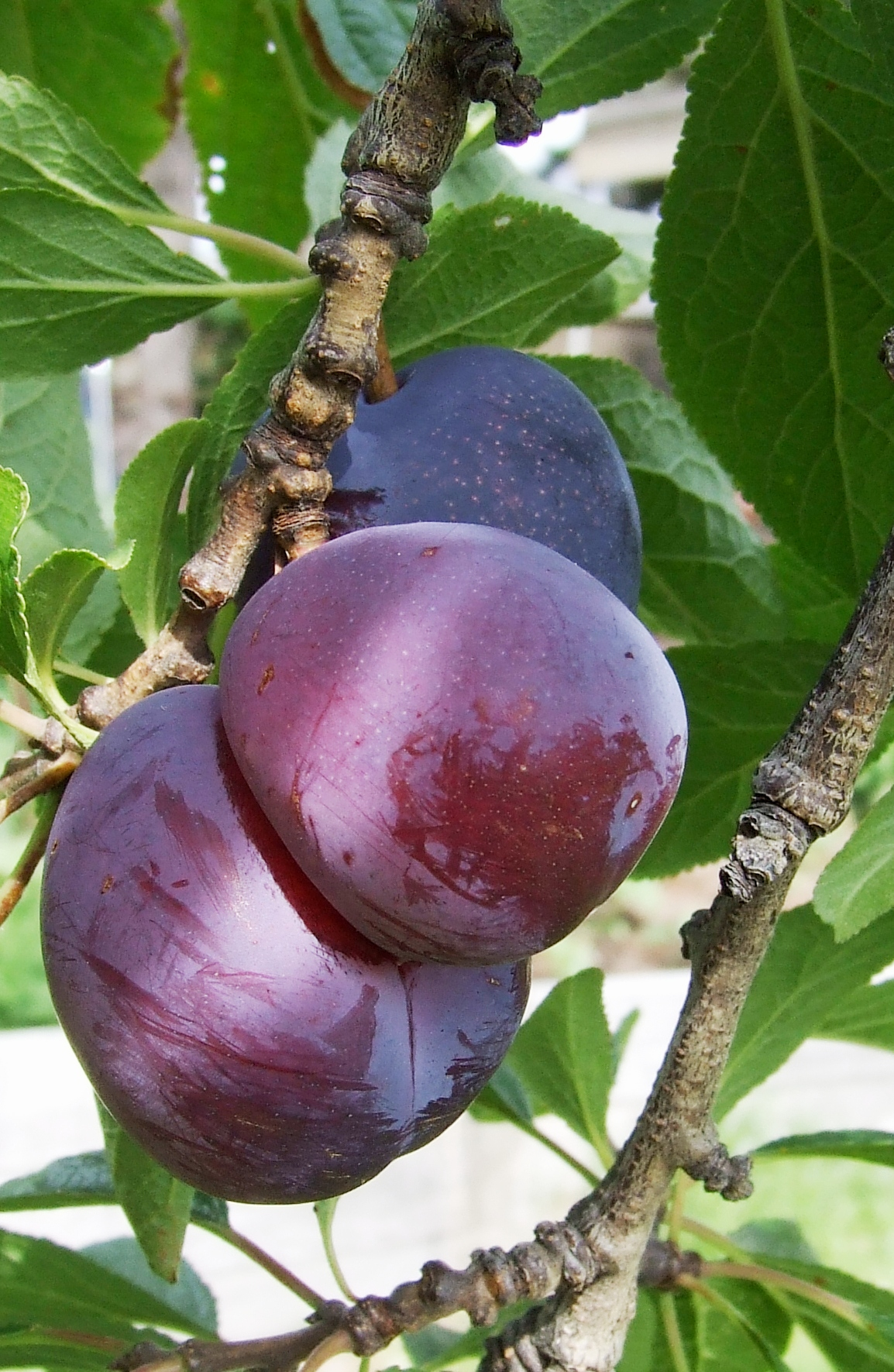
Vruchten van een ras van de soort Prunus salicina

## Hybriden
Enkele bestaande hybriden:
- Perzikpruim (Prunus salicina × Prunus persica)
- Prunus salicina × Prunus armeniaca (Engelse naam: plumcots)
- Prunus cerasifera x Prunus salicina
- 'Ferciana' (Ishtara') (Prunus salicina 'Belsiana' × (Prunus cerasifera × Prunus persica)) is een Franse onderstam, die een matig sterke groei geeft met een goede vruchtgrootte en productie.
- 'Fereley'('Jaspi') (Prunus salicina 'Methley' × Prunus spinosa) is een Franse onderstam die voor kwetsen wordt gebruikt.
- 'Sprite' (Prunus salicina × Prunus avium)